# Canadair CF-5
«Canadair CF-5» (официальное обозначение «CF-116 Freedom Fighter») — сверхзвуковой истребитель-бомбардировщик, производившийся канадской компанией «Canadair», в основном для ВВС Канады. Самолёт представлял собой лицензионную копию американского истребителя «Northrop F-5 Freedom Fighter».
Первый самолёт поступил в Канадские Королевские ВВС в 1968 году. Всего с 1968 по 1971 год для ВВС Канады было произведено 89 одноместных и 46 двухместных машин. Кроме того, некоторое количество также было поставлено Нидерландам, Норвегии и Венесуэле. В ходе службы в ВВС Канады самолёт неоднократно модернизировался. Он был снят с вооружения ВВС Канады в 1995 году, однако продолжает оставаться в строю ВВС некоторых стран.

## Разработка
Истребитель «F-5 Freedom Fighter» был изначально спроектирован компанией «Northrop», как недорогой лёгкий истребитель, предназначенный для экспорта в страны «третьего мира», лишённые возможности обслуживать более совершенные самолёты. Для Канады, располагавшей в то время весьма развитой аэрокосмической промышленностью, принятие на вооружение подобного самолёта было расценено как шаг назад, а сама машина получила прозвище «консервная банка» или «сверхзвуковая консервная банка».
Инженеры «Canadair» внесли целый ряд доработок в первоначальную конструкцию самолёта для улучшения его характеристик. Двигатели «General Electric J85» были заменены на более мощные «J-85-CAN-15» производства «Orenda Engines». Подверглось модернизации шасси, что позволило уменьшить разбег самолёта при взлёте на 20 %. Была установлена система дозаправки топливом в воздухе и более совершенная навигационная система. Для самолёта был разработан специальный разведывательный модуль, оснащённый четырьмя фотоаппаратами, для установки вместо носового обтекателя. В ходе эксплуатации оборудование «Canadair CF-5» подвергалось многочисленным модернизациям.

## Варианты
- CF-5A — одноместный истребитель для ВВС Канады. Официальное обозначение — CF-116A. Произведено 89 ед.
- CF-5A(R) — одноместный разведывательный самолёт для ВВС Канады. Официальное обозначение — CF-116A(R). Производился в ограниченном количестве.
- CF-5D — двухместный учебно-тренировочный самолёт для ВВС Канады. Официальное обозначение — CF-116D. Произведено 46 ед.
- NF-5A — одноместный истребитель для ВВС Нидерландов. Произведено 75 ед.
- NF-5B — двухместный учебно-тренировочный самолёт для ВВС Нидерландов. Произведено 30 ед.
- VF-5A — одноместный истребитель для ВВС Венесуэлы.
- VF-5D — двухместный учебно-тренировочный самолёт для ВВС Венесуэлы.

## Аварии и катастрофы
- 14 марта 2024 разбился в Турции.

## Операторы

### Нынешние
Ботсвана
 Венесуэла
 Норвегия
 Турция

### Бывшие
Греция
 Канада
 Нидерланды

## Тактико-технические характеристики (CF-116A)

### Технические характеристики
- Экипаж:  2 человека
- Длина: 14,38 м
- Размах крыла: 7,87 м
- Высота: 4,01 м
- Площадь крыла: 17,28 м²
- Масса пустого: 3938 кг
- Максимальная взлётная масса: 9 247 кг
- Двигатель: 2× турбореактивных GE J85-15 производства Orenda Engines
  - максимальная тяга: 13 кН
  - тяга на форсаже: 19,1 кН

### Лётные характеристики
- Максимальная скорость: 1 575 км/ч (M=1,28)
- Крейсерская скорость: 1330 км/ч (M=1,116)
- Боевой радиус: 300 км
- Практический потолок: 12 000 м
- Скороподъёмность: 175 м/с
- Нагрузка на крыло: 605 кг/м²
- Тяговооружённость: 0,62

### Вооружение
- 2×20 мм пушки Pontiac M39A2 с боекомплектом 280 снарядов каждая
- Ракеты «воздух-воздух» «AIM-9 Sidewinder»
- До 3 200 кг бомбовой нагрузки